# Operațiunea Blitz
Operațiunea Blitz (croată Operacija Bljesak, sârbă Операција Бљесак) a fost o ofensivă condusă la începutul lunii mai a anului 1995 de către Armata Croată, care a înlăturat forțele sârbe din regiunea auto-proclamată Republica Sârbă Krajina. Atacul a fost o parte din următoarele etape ale Războiul Croat de Independență și a fost considerată ca o pregătire pentru mai marea și mai ambițioasa Operațiunea Furtuna.

## Vezi și
- Gojko Šušak